# Гонсецкая, Каролина
Каролина Гонсецкая (пол. Karolina Gąsecka; род. 20 августа 1999 года, Томашув-Мазовецки, Лодзинское воеводство) — польская конькобежка, 8-кратная чемпионка Польши и 7-кратная призёр национального чемпионата, 4-кратная рекордсменка Польши. Выступает за "KS Pilica Tomaszow Mazowiecki".

## Биография
Каролина Гонсецкая начала кататься на коньках в возрасте 7-ми лет, после того, как её бабушка записала её на первую тренировку. С 2009 года участвовала за клуб "KS Pilica Tomaszow Mazowiecki" в региональных соревнованиях и только в 2014 и 2015 годах занимала 2-е место в мини-многоборье на молодёжном чемпионате Польши. В 2014 году дебютировала на взрослом Национальном чемпионате.
В сезоне 2014/15 Гонсецкая дебютировала на Кубке мира среди юниоров и на чемпионате мира среди юниоров, где поднялась на 4-е место в командной гонке. В то же время она выступала на юниорских чемпионатах мира до 2019 года включительно и выиграла бронзовую медаль в командном спринте на чемпионате мира 2018 года, проходившем в американском городе Солт-Лейк-Сити. В 2016 году на чемпионате Польши стала 2-й в командной гонке, а также выиграла командную гонку на юниорском чемпионате страны и стала серебряным призёром в многоборье.
В феврале 2016 Каролина участвовала на зимних юношеских Олимпийских играх в Хамаре и выиграла серебряную медаль в смешанной эстафете. В личных соревнованиях заняла лучшее 9-е место в беге на 1500 м. В 2017 и 2018 годах она выиграла юниорский чемпионат Польши в многоборье и командной гонке. В том же 2018-м впервые одержала победу на взрослом чемпионате Польши в командной гонке. В октябре 2018 года Каролина заняла 2-е место в беге на 5000 м на чемпионате Польши и 3-е места в забегах на 1500 и 3000 м, а в декабре завоевала титул чемпионки Польши в спринтерской и командной гонке.
В январе 2019 года дебютировала на чемпионате Европы, где заняла предпоследнее 15-е место в сумме многоборья. В конце сезона стала чемпионкой Польши среди юниоров как в многоборье, так и на отдельных дистанциях, а также стала бронзовым призёром чемпионата Польши в многоборье. В сезоне 2019/20 Гонсецкая завоевала три золотых медали на национальном чемпионате Польши, выиграв на дистанциях 5000 м, в масс-старте и в командной гонке.
На чемпионате Европы заняла 4-е место в командной гонке и 19-е в беге на 1500 м, а на чемпионате мира на отдельных дистанциях поднялась на 13-е место в масс-старте и на 5-е в командной гонке. В марте на чемпионате мира в классическом многоборье заняла 23-е место. В 2021 году стала чемпионкой Польши в командной гонке и спринте и завершила карьеру в возрасте 22-х лет.
В 2022 году Каролина Гонсецкая стала тренером молодёжи в секции конькобежного спорта "Legia" в Варшаве.